# Edme Dumont
Edme Dumont (1720-1775) fue un escultor francés.
Dumont nació en una familia de escultores: su padre era François Dumont, su abuelo Pierre Dumont. Recibió sus primeras lecciones de su padre, y fue admitido en la Académie royale de peinture et de sculpture en 1768, con su pieza de recepción Milo de Croton. Se casó con Marie Berthault y tuvieron un hijo, el escultor Jacques-Edme Dumont. El 10 de noviembre de 1775 murió en su casa en el Palacio del Louvre y fue enterrado al día siguiente en el cementerio de los Santos Inocentes.
- Datos: Q3047692
- Multimedia: Edme Dumont / Q3047692